# Ulu (Insel)
Ulu, auch Mauke oder Pig Island genannt, ist eine  Insel von Papua-Neuguinea. Sie gehört zu den Duke-of-York-Inseln, welche in der Bismarcksee im Westpazifik liegen.

## Geographie
Ulu ist dicht bewaldet und von fast dreieckiger Form. Mit 600 Hektar ist sie, nach der Duke-of-York-Insel, der Hauptinsel der Duke-of-York-Inseln, die zweitgrößte Insel der Gruppe. Ulu besteht aus Korallenkalk und Andesit und liegt etwa 500 Meter vor der Südwestspitze der Duke-of-York-Insel.

## Geschichte
Im späten 19. Jahrhundert kaufte der deutsche Naturforscher Theodor Kleinschmidt die Insel einem Stamm auf der benachbarten Insel Utuan ab. Jedoch wurde er schon wenig später, im April 1881, von jenem Stamm bei einem von ihm provozierten Streit getötet. In der Forschungsliteratur ist allerdings umstritten, ob Kleinschmidt tatsächlich Ulu oder nicht vielmehr die südwestliche Nachbarinsel Kabakon erwarb.
Heute befinden sich auf Ulu mehrere Siedlungen und ein kleines Gästehaus.